# Dimitar Bodurov
Dimitar Bodurov (Bulgaars: Димитър Бодуров) (17 september 1979) is een Bulgaars jazzpianist, die sinds 2000 in Nederland woont.
Bodurov studeerde aan het Conservatorium van Sofia en het Rotterdams Conservatorium, waar hij in 2004 afstudeerde jazz piano en in 2006 jazz compositie. 
De muziek van Bodurov is jazz met invloeden van Bulgaarse volksmuziek en ook klassieke muziek. Hij is meest bekent met zijn Bodurov trio samen met Mihail Ivanov (contrabas) en Jens Dueppe (drums).

## Discografie
- Melatonic (Bodurov Trio), Acoustic Records (2004)
- Resumption Suite (Bodurov Trio, live) (2004)
- Stamps from Bulgaria, solo piano (2006)
- Stamps from Bulgaria 2008 (Bodurov Trio), Challenge Records (2008)
- Neofobic (Met Jens Dueppe), Gubemusic (2010)
- Seven Stamps (Bodurov Trio), Challenge Records (2013)